# Nitrate-réductase
La nitrate-réductase est une oxydoréductase qui catalyse la réaction :
NO3− + accepteur d'électrons réduit → NO2− + accepteur d'électron oxydé ;
Il s'agit d'une famille d'enzymes essentielles dans le cycle de l'azote
Ce sont des protéines utilisant un cation de molybdène et, selon les cas, de l'hème, des centres fer-soufre et de la flavine (FMN ou FAD).

## Typologie des nitrates-réductases
La classification ci-dessous distingue les groupes d'enzymes en fonction de leur donneur d'électrons et de leur mécanisme catalytique. Elle est susceptible d'évoluer, car il existe de nombreuses variantes de nitrates-réductases, la diatomée Conticribra weissflogii possédant par exemple une nitrate-réductase transmembranaire qui pourrait fonctionner comme une pompe à protons, selon un mécanisme semblable à celui mis en œuvre dans le cadre de la respiration aérobie.

### Nitrates-réductases à NADH et à NADPH
Les nitrate réductases des eucaryotes et de certains procaryotes sont des flavoprotéines fer-soufre fonctionnant avec le NADPH ou le NADH et utilisant le molybdène comme cofacteur :
- la nitrate-réductase à NADH (EC 1.7.1.1) est présente chez la plupart des plantes, des bactéries et des archées :
NO3− + NADH + H+ → NO2− + NAD+ + H2O ;
- la nitrate-réductase à NAD(P)H (EC 1.7.1.2), capable d'utiliser aussi bien du NADPH que du NADH, est présente chez certaines plantes, certaines bactéries, ainsi que les Saccharomycetales (parmi lesquelles Saccharomyces cerevisiae, la levure de boulanger) :
NO3− + NADH + H+ → NO2− + NAD+ + H2O,
NO3− + NADPH + H+ → NO2− + NADP+ + H2O,
- la nitrate-réductase à NADPH (EC 1.7.1.3) est présente chez de nombreux mycètes :
NO3− + NADPH + H+ → NO2− + NADP+ + H2O

### Nitrates-réductases spécifiques aux procaryotes
Les procaryotes possèdent également trois autres groupes de nitrate réductases :
- la nitrate-réductase respiratoire, ou nitrate réductase A (NarA, EC 1.7.5.1), une nitrate réductase à quinone, est présente chez certaines bactéries :
NO3− + une hydroquinone → NO2− + une quinone + H2O ;
- la nitrate réductase assimilatoire (Nas, EC 1.7.7.2), ou ferrédoxine-nitrate réductase, est présente chez de nombreuses bactéries :
NO3− + 2 ferrédoxines réduites + 2 H+ → NO2− + H2O + 2 ferrédoxines oxydées ;
- la nitrate-réductase périplasmique (Nap, EC 1.9.6.1), une nitrate-réductase à cytochrome, est présente chez certaines bactéries :
2 ferrocytochrome + 2 H+ + NO3− → 2 ferricytochrome + NO2−.

Certains organismes bactériens permettent l'assimilation de l'azote N2 ou la respiration anaérobie.

## Structure
Le site actif de ces enzymes contient un cation de molybdène coordonné à deux groupes thiolate de deux ptérines. La sphère de coordination de l'ion Mo est complétée par des ligands formés par la chaîne latérale d'un résidu d'acide aminé et par de l'oxygène et/ou du soufre. L'environnement exact du molybdène dans le site actif de ces enzymes et la nature du sixième ligand (oxygène ou soufre) sont encore débattus. Le cation de molybdène est lié à la protéine par un résidu d'aspartate dans la nitrate-réductase respiratoire (à quinone) et par un résidu de cystéine dans la nitrate réductase périplasmique (à cytochrome).
L'apoenzyme de la nitrate réductase respiratoire transmembranaire est constituée de quatre sous-unités : une sous-unité alpha, une sous-unité bêta et deux sous-unités gamma. Les sous-unités gamma ressemblent au cytochrome b, sous-unité principale du cytochrome bc1 et du cytochrome b6f ; elle transfère les électrons des quinones à la sous-unité bêta. Il s'agit de la seconde nitrate réductase d'E. coli, la première étant la nitrate réductase A (NRA) ; cette enzyme permet à E. coli d'utiliser le nitrate NO3− comme accepteur d'électrons lors de la respiration anaérobie.